# 三河鉄道サハフ41号電車
三河鉄道サハフ41号電車（みかわてつどうサハフ41ごうでんしゃ）は、名古屋鉄道（名鉄）の前身事業者の一つである三河鉄道が、1940年（昭和15年）に導入した電車（付随車）である。
乗客の急激な増加のため三河鉄道が1939年（昭和14年）から翌年にかけて他社局から購入した車両群の一つ。名鉄合併後サ2140形の形式称号が与えられ、後年の制御車化改造によってク2140形に改められた。

## 構造
1909年（明治42年）製の鉄道省17m級ダブルルーフ木造客車（ナユニ5360形）を種車とするが、1940年（昭和15年）4月に自社刈谷工場で新造した直線的な車体に交換されており、車両外観は元の客車とは大きく異なる。台車は鉄道省型のボギー台車で、1944年諸元表には型式が記載されておらず不詳だが、少なくとも末期にはTR10形を装備していた。リベット組立構造の台枠下部にはトラス棒を備える。屋根は種車と異なるシングルルーフで、ガーランド形ベンチレーターを備える。
新造車体は付随車ながら当初より乗務員扉を設けており、側面窓配置は「E3D44D4（D：客用扉、E：乗務員扉）」である。窓は乗務員扉の横など一部を除き前面、側面ともに2段上昇式で、前面は非貫通の3枚窓構造。他の木造車が装備する1段窓と比べて窓が大きく、車内を明るく照らすことができた。座席はロングシートで、ホームの高さに揃えるため客用扉内側に昇降用ステップが設けられている。
制御車化改造で後に運転台が新設されたが、搭載機器は主幹制御器、圧力計、ブレーキ装置などで速度計はなく、運転手の感覚で速度調整を行う必要があった。

## 運用
付随車として導入されたサハフ41は名古屋鉄道との合併でサ2140形2141となり、1951年（昭和26年）7月には制御車化改造が行われク2140形2141となったが、主な運用線区は一貫して三河線であった。
1964年（昭和39年）8月廃車。台車はク2340形2342に転用された。ク2342は翌1966年（昭和41年）10月に廃車となり、北陸鉄道へ譲渡されてクハ1720形となったが、同社へ譲渡されたのは車体のみで、サハフ41（ク2141）由来の台車は引き継がれていない。